# 가시두더지
가시두더지(영어: echidna 에키드나[*], spiny anteaters)는 단공목 가시두더지과(학명: Tachyglossidae)에 속하는 포유류의 총칭이다. 알을 낳는 단공류 포유류이다. 바늘두더지 또는 가시개미핥기라고도 한다. 오리너구리와 함께 현재까지 멸종하지 않은 둘뿐인 단공류이며, 총 2속 4종이 현존한다. 벌레를 주식으로 하며 몇몇 종은 흰개미를 주식으로 삼기도 하나, 비슷한 생활 양식을 보여주는 빈치목에 속하지 않는다. 오로지 호주와 파푸아뉴기니에만 분포한다.
오리너구리와 생김새가 비슷한 단공류의 공통 조상에서 2,000-5,000만 년 전에 지금의 모습으로 진화하였다. 허나 반수생 생활을 했었을 것으로 추정되는 조상뻘 단공류와는 달리 가시두더지는 지상 생활에 더 알맞게 적응한 모습을 하고 있다.

## 어원
서구권에서 붙은 에키드나(Echidna)라는 이름은 그리스 신화에서 티폰의 배필로 알려진 반은 포유류, 반은 파충류의 특징을 가진 괴물 에키드나에서 유래되었다.

## 외양
몸길이는 35-50cm이고 꼬리는 매우 짧아 흔적적이다. 몸 윗면과 옆면에는 센털과 짧은 비늘 모양의 털, 뾰족한 가시가 돋쳐 있다. 몸빛깔은 검은색 또는 암갈색이며, 눈이 붉은빛이고 가시가 흰색을 띠는 알비노 개체가 이따금 보고되기도 한다. 주둥이가 가늘고 길게 튀어나와 있어 입과 코의 기능을 겸한다. 이 주둥이에는 오리너구리처럼 전기수용기가 있으나 오리너구리가 부리에 전기수용기 40,000개 가량이 있는 반면에 긴코가시두더지류는 비교적 적은 약 2,000개의 전기수용기를 갖고 있으며, 보다 건조한 환경에서 살아 전기수용의 필요성이 떨어지는 짧은코가시두더지는 400개도 채 되지 않는다. 앞·뒷다리는 짧고 5개의 발가락이 있고, 길고 날카롭게 발달한 발톱은 갈고리 모양으로 되어 있어 땅굴을 파기 적합하다. 주둥이 끝에 달린 입은 크기가 몹시 작으며 치아는 없는 대신 혀가 길다. 머리 뒤에 균열진 모습을 하고 있는 귀는 긴 가시에 파묻혀 잘 보이지 않는다. 몸 아랫면은 바늘 모양의 털이 없으며 색은 암갈색이다. 수컷의 발에는 털이 없으며 며느리발톱이 있다. 평균 체온은 33 °C로, 이는 오리너구리 다음으로 낮은 체온이다. 겉으로는 개미핥기 같은 유모목에 속한 동물과 고슴도치·호저 따위와 같은 바늘 돋은 동물들과 닮아 보인다.

## 먹이
짧은코가시두더지의 경우 주로 개미·흰개미의 군락지를 찾아내서 먹지만 긴코가시두더지류는 땅을 파거나 통나무를 쪼개서 나오는 환형동물·애벌레 등을 먹는다. 특히 긴코가시두더지류는 길다란 혀 전체에 세밀하고 날카로운 가시가 돋쳐 있어 먹이를 붙들기에 좋다. 혓바닥과 입천장의 뿔처럼 단단한 판이 먹이를 부수고 으깨는 역할을 한다. 배설물은 길이가 7cm쯤 되는 원기둥 모양이다. 흙과 개미굴·흰개미집 성분이 많이 들어 있기 때문에 종종 모습이 불규칙적이고 부서져 있을 때가 많다.

## 서식
극심한 온도 차이를 견딜 수 있는 수단이 없어, 비교적 온도차가 적은 동굴이나 돌 틈새를 거처로 삼는다. 단독 생활을 하는 동물로 초원이나 평원보다는 삼림 지대에서 보다 많이 찾을 수 있으며, 초목과 나무뿌리, 낙엽 사이에 잘 숨어 눈에 잘 띄지 않는다. 보통은 스스로 수직으로 굴을 파나 이따금 토끼나 웜뱃이 파 놓은 빈 굴을 드나들기도 한다. 활동 영역은 매우 넓기 때문에 가시두더지들끼리 겹치는 경우가 많다. 또한 가시두더지는 헤엄을 잘 치는 동물으로, 목욕을 할 때는 주둥이와 윗가시를 최대한 물 밖으로 빼고 네 다리를 휘저으며 자맥질을 하는데, 주로 몸을 청결하고 개운히 하기 위하여 헤엄을 친다.

## 해부
가시두더지와 오리너구리는 단공류(학명: Monotremata)로, 원수아강(학명: Australosphenida)에 속하는 가장 원시적인 형태의 포유류로서 오직 두 갈래밖에 없는 알을 낳는 포유류이다. 야생 상태에서 평균 수명은 약 14-16년이며, 성숙한 가시두더지는 암컷이 4.5kg, 수컷이 6kg까지 자랄 수 있다. 주로 크기 비교를 통해 암수를 구분할 수 있으며 수컷이 암컷보다 25%가량 몸집이 더 크다. 생식기 또한 차이가 나지만 생식과 배설의 기능을 겸하는 총배설강이라는 기관은 암수 양쪽 모두에 달려 있어 이 기준으로 구분하기는 어렵다.
뇌는 대뇌피질 가운데 신피질이 절반을 차지하며, 이것은 신피질 비율이 80% 이상 가는 인간과 비교했을 때 다소 낮은 수준이다. 신진대사가 느리고 스트레스에 대한 저항력이 드높아 크기에 비해서 오래 사는 편에 속하는데, 동물원에서는 50년까지 산 기록이 있으며 아직 입증이 된 바는 없으나 천적의 위협을 피한 가시두더지가 45년 정도를 살 수 있다고도 한다. 이전 연구와는 달리 자는 도중 렘 수면에 빠진다는 사실이 드러났으나, 약 25 °C(77 °F)에 가까운 온도에서만 렘 수면에 빠지며 15 °C(58 °F), 28 °C(82 °F) 등의 온도에서는 그 정도로 깊은 수면에 빠지지 않는 것으로 관찰되었다.

## 번식
암컷은 교미 뒤 22일째 되면 길이가 약 1.4cm, 무게가 약 1.5-2그램 정도 되는 작은 알을 한 배에 하나씩 낳으며, 출산 후 곧바로 새끼주머니에 넣어 다닌다. 부화하는 동안 새끼 가시두더지는 난치(卵齒)로 단단한 알 껍데기를 깨고 나온다. 퍼글(puggle)이라고 불리는 새끼 가시두더지는 아직 태아의 형태를 벗지 못한 모습을 하고 있으며, 단공류는 유두가 없으므로 젖샘에서 직접 젖을 받아먹는다. 새끼주머니에서 45-55일간 지나면 몸에 가시가 나기 시작한다. 이 때가 되면 어미 가시두더지는 육아용 토굴을 파고 그 안에 새끼들을 넣어 보호하며, 매 5일 간격으로 돌아와 젖을 뗄 때까지 수유한다. 7개월 정도가 지나면 새끼는 젖을 떼며, 그로부터 또 1년이 지나면 새끼는 완전히 독립한다.

## 천적의 위협

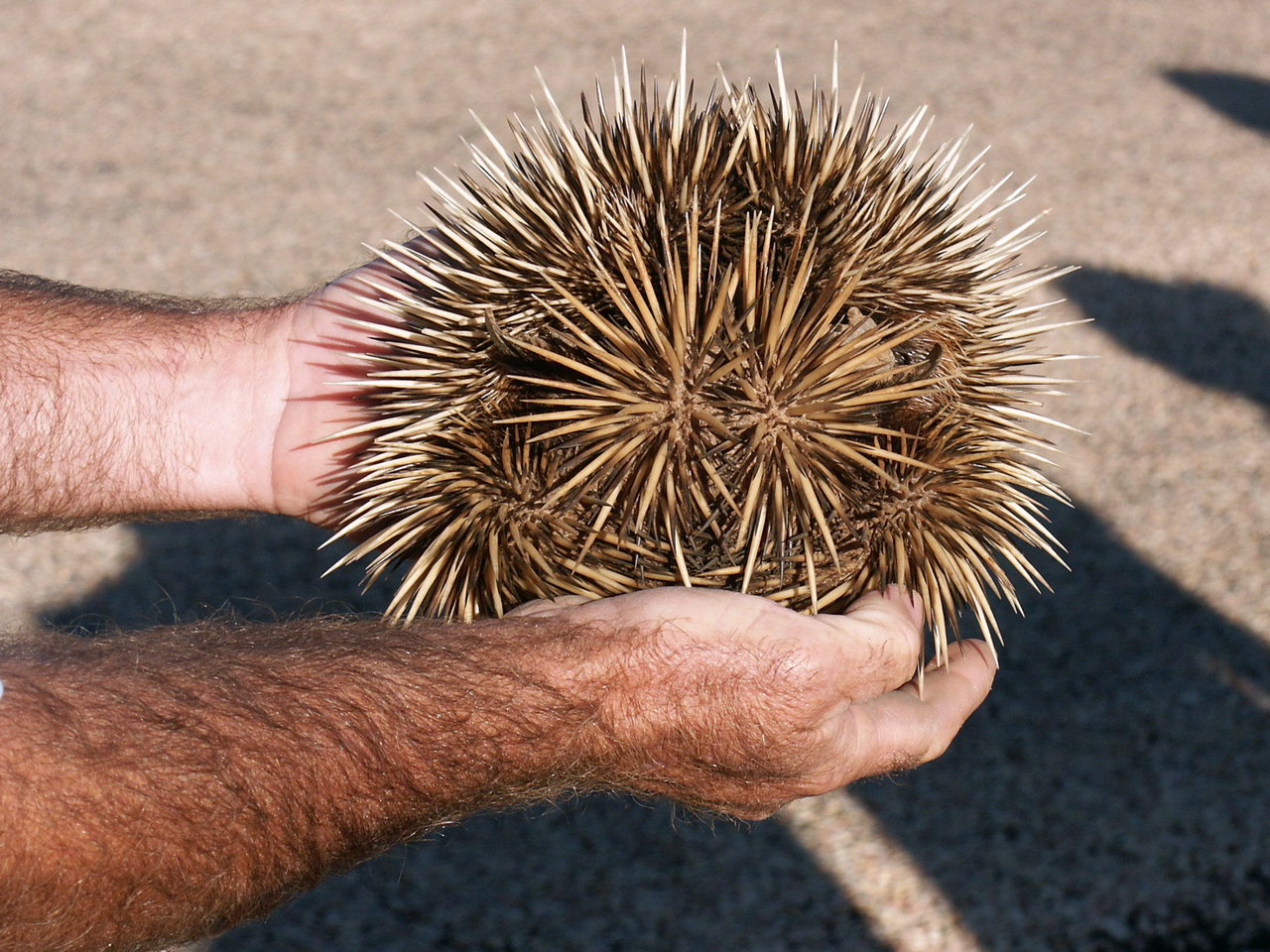
몸을 둥글게 만 짧은코가시두더지

가시두더지는 낯을 몹시 잘 가리는 동물으로, 위협을 느끼면 억센 앞다리로 곧바로 땅속을 파들어가서 몸을 숨기거나 고슴도치처럼 몸을 말아 가시로 방어한다. 이와 같은 강력한 방어 수단을 지녔지만 고양이·여우·딩고·왕도마뱀 등의 천적을 완벽하게 피할 수는 없어 사냥당하는 경우도 많다. 뱀은 가장 무서운 천적으로 은신처인 토굴로 기어들어와 새끼들을 잡아먹기도 한다. 환경오염 또한 가시두더지들에게 치명적인 위협이다. 또한, 호주 원주민들은 가시두더지로 별미를 만들어 먹기도 한다.

## 하위 분류
가시두더지과는 짧은코가시두더지속(Tachyglossus)과 긴코가시두더지속(Zaglossus)의 2개 속으로 나눈다. 긴코가시두더지속은 뉴기니섬의 고유종으로 세 종과 화석으로 발견된 두 종이 있다. 가시두더지속에는 Tachyglossus aculeatus 한 종만이 포함된다. 뉴기니섬의 남동쪽과 오스트레일리아 전역, 태즈메이니아섬에서 발견된다. 긴코가시두더지속에 비해 몸집이 작다. 그밖에 화석으로만 발견되는 메갈리브윌리아 종도 있다.
- 짧은코가시두더지속 (Tachyglossus)
  - 짧은코가시두더지 (T. aculeatus)
- 긴코가시두더지속 (Zaglossus)
  - 데이빗경긴코가시두더지 (Z. attenboroughi)
  - 서부긴코가시두더지 (Z. bruijnii)
  - 동부긴코가시두더지 (Z. bartoni)
  - † Z. hacketti
  - † Z. robustus

## 같이 보기
- 포유류 목록